# Clear Spring
La ville de Clear Spring est située dans le comté de Washington, dans l’État du Maryland, aux États-Unis. Sa population s’élevait à 372 habitants lors du recensement de 2020.